# Greg Gibson
Greg Gibson, född den 20 november 1953 i Stafford, Virginia, är en amerikansk brottare som tog OS-silver i tungviktsbrottning i den grekisk-romerska klassen 1984 i Los Angeles. 